# Kaykubad I
Ala al-Din Kaykubad I fou sultà de Rum, el més prestigiós de la dinastia.
A la mort del seu pare Giyath al-Din Kaykhusraw I en batalla a Alaşehir el 1211, el va succeir el fill Kaykaus I, germà gran de Kaykubad. Aquest darrer tenia el suport de la noblesa i dominava Tokat, Kayseri i Konya. Kaykaus I que dominava Malatya, va ocupar Kayseri i més tard Konya, obtenint llavors suport de Lleó I d'Armènia Menor (aliat abans de Kaykobad) i Tughrilshah, oncle dels dos germans i dirigent d'Erzurum (que inicialment també afavoria a Kaykobad). El derrotat Kaykobad va fugir a Ankara, on va demanar ajut als turcmans de Kastamonu sense resultat i fou capturat i empresonar a una fortalesa d'Anatòlia occidental. Kaykaus va assegurar el tron. Però a la mort inesperada del seu germà el 1221 fou alliberat i posat al tron.
Va establir el seu domini sobre una part del Taure Cilicià abans dominat pels armenis, i hi va establir tribus turcmanes a Iç-Il d'on va arrancar després l'emirat de Karaman. Va ampliar la façana marítima ocupant Kaon Oros (rebatejada Alaiyya o Alanya) que va esdevenir la seva residència d'hivern i on va fixar el seu tresor. A la costa de la mar Negre i d'acord amb l'emir Coban dels cobanoğlu, va fer una expedició marítima que va garantir a Rum el protectorat sobre el port de Sughdak (Sudak) a Crimea.
A la frontera oriental es va aliar amb l'aiúbida al-Ashraf ibn al-Adil de l'Al-Jazira en contra dels ortúquides, podent ocupar els dominis d'aquesta dinastia a la dreta de l'Eufrates mitja. Llavors es va dirigir contra Erzindjan en mans de la dinastia Mengücekoğulları i es va avançar als reforços cridats per l'emir Dawudshah (Davud Shah) ocupant la ciutat (1228) i va concedir el govern al seu fill gran Kaykhusraw.
Estava a punt de conquerir el principat saltúquida d'Erzerum quan es va produir la invasió de les forces del xa de Coràsmia de Tabriz, Djalal al-Din Manguberti, que l'agost de 1229 van assetjar Akhlat. El 2 d'abril de 1230 va entrar a aquesta ciutat (situada al nord-oest del llac Van). Aquesta ciutat pertanyia a al-Ashraf ibn al-Adil, que ara era príncep aiúbida de Damasc, sota autoritat del seu germà al-Kamil ibn al-Adil d'Egipte. Al-Ashraf es va aliar a Kaikubad I, i junts van derrotar a Djalal al-Din a Yasi Çumen (Yassıçimen), a l'oest d'Erzindjan (agost del 1230) i els atacants es van haver de retirar cap a l'Azerbaidjan. L'emir d'Erzurum, Djahanshah, que estava aliat a Djalal al-Din Manguberti, fou llavors derrotat i el seu principat ocupat pel general Kamyar i el príncep Kaykhusraw II d'Erzindjan.
Mort Djalal al-Din l'agost de 1331 els soldats khwarizms van fugir cap a Anatòlia i Kaikubad els va acollir per utilitzar-los després i els va establir a diverses fortaleses. A finals del 1232 els seljúcides van atacar i ocupar Akhlat que al-Ashraf no s'havia molestat en recuperar i restaurar. Però el sultà al-Kamil ibn al-Adil, sobirà suprem aiúbida, no acceptava aquesta ocupació. El juny de 1234 el sultà al-Kamil ibn al-Adil va iniciar l'ofensiva contra els seljúcides sortint de Salamiyya a l'Al-Jazira, però no va tenir èxit pel poc suport i manca de confiança dels altres prínceps aiúbides i aliats, i al-Kamil va retornar al Caire al cap d'un mes, però només sortir al-Ashraf fou atacat pels seljúcides; les forces de Kaikubad foren rebutjades mercès al fet que Al-Kamil va retornar a Síria per ajudar al seu germà.
El 1236-1237, els mongols van fer expedicions a Anatòlia ajudats pels georgians, arribant a Sivas i Malatya; quan els mongols es van retirar, Kaykubad va ordenar el càstig del georgians i va ocupar algunes fortaleses frontereres però la reina Russudan de Geòrgia va demanar la pau i va oferir a la seva filla Tamara en matrimoni a Kaykhusraw II (la boda es va fer el 1240).
Kaikubad va morir el 1237. Havia designat hereu a Izz al-Din el fill petit dels dos fills que havia tingut amb una princesa aiúbida, però el gran Giyath al-Din Kaykhusraw II era l'únic que gaudia d'un poder efectiu com a governador d'Erzindjan i per les seves relacions amb la conquesta d'Erzurum i Akhlat, i es va fer proclamar sultà.